# Mihai Pânzaru-Pim
Mihai Pânzaru-Pim (n. 16 ianuarie 1946, București) este un grafician și caricaturist român.
A urmat școala generală și liceul la Suceava-1963, după care a urmat Facultatea de hidrotehnică București, devenind inginer în 1969. Până în 1990 a lucrat în branșă, la Inspecția de Stat în construcții (proiectare, investiții).
Debutul artistic la revista “URZICA” (1969)
Colaborează cu rubrici de caricatură la principalele publicații tipărite și în televiziune (și înainte și după “Revoluția Română din 22 Decembrie 1989”) 
Publică în țară și în străinătate peste 30.000 de lucrări de grafică umoristică, portrete, ilustrații de carte; a realizat afișe și scenografie pentru teatru.
Distins cu 25 premii naționale importante și 5 mari premii internaționale 
Peste 150 de participări la saloane naționale de umor de pe întreg cuprinsul României și la peste 150 de saloane internaționale în 20 de țări de pe 5 continente; 
Peste 1000 lucrări aflate în colecții particulare sau de stat, în țară și peste hotare.
Membru în peste 50 de jurii naționale și internaționale de grafică umoristică.              - 
Grafician, caricaturist, membru al “Uniunii Artiștilor Plastici din România” (1997) , Filiala de grafică publicitară București.
Co-organizator (în peste 10 localități din România) de saloane de umor 
Vicepreședinte al “Asociației Caricaturiștilor Profesioniști din România” (1994) 
Jurnalist profesionist, membru al S.Z.R (1991) / U.Z.P.R.    ( 2020),cu state de serviciu la publicațiile “Amfion”, “Urzica“,”Zori Noi”,”Flacăra”, “Rebus”, “Tinerii Revoluției”, “Curierul Național”, “Zig-zag”, “Turism magazin”, “Dimineața”, Radio-TV Nord 22 Suceava, “Jupânu’ ”, “Tourism Life” 
Membru al “Asociației scriitorilor și jurnaliștilor de turism” (1996) 
Membru al Asociației Artiștilor Fotografi din România (2006) 

7 ani de studii libere muzicale (vioară)
Studii de inițiere în “Tehnică radiantă” (gr.II) - (1996); 
Absolvent al “Universității <Marea Neagră> pentru drepturile omului” (1999)
Masterat în “Imagine publicitară și design publicitar asistate de computer”(2008) - USV
Studii postuniversitare de Psihopedagogie (2009)-USV
- Peste 30 de cărți de literatură umoristică românească ilustrate, printre care “Verișorii siamezi” de Cornel Udrea, “Lumea văzută de un român rupt în fund”, ediția 2007, de Ion Cristoiu, “Epigrame” de Vasile Larco, “Câinele dizident” de Aurel Brumă , “Epigrame” de Elis Râpeanu, etc 
- Ilustrații la “Capra cu trei iezi” (2002), “Fata babei și fata moșneagului” (2003) și “Povestea poveștilor” (2007) de Ion Creangă; “Eminescu în Bucovina” de Ion Dragusanul (2007).
- Ilustrator, împreună cu Sorin Postolache, al volumelor “Declarația universală a drepturilor omului” (1998) și “Carta socială europeană revizuită” (2000) editate de “Institutul Român pentru Drepturile Omului” (I.R.D.O.)
- Albume de autor: ”PIMOCHIO - 100 de caricaturi” (1999) și “Fabrica de caricaturi” (2004) 
- “Antologia caricaturii românesti»(vol.I), în colaborare cu Ștefan Popa Popa’S și Romeo Soare (1995) 
- Expoziții de grafică de carte: “Din lirica eminesciană (I)” (2005); “Respirând cu Nichita” (2005), “Din lirica eminesciană (II)” (2006), “De la Copăceni la Bîrca și înapoi” (2014),“Miezul jarului” (2018),“Din lirica lui Ciprian Porumbescu” ( 2021).
- Premiul pentru grafică de carte al Fundației Culturale a Bucovinei (2000, 2009, 2019) 
- Editura “George Tofan” a Casei Corpului Didactic Suceava a tipărit, în volum, “Din lirica eminesciană” (2008),“Respirând cu Nichita” (2009), “De la Copăceni la Bîrca și înapoi” (ilustrații la lirica lui Adrian Păunescu - 2014),  “Miezul jarului” (ilustrații la lirica lui Nicolae Labiș - 2018)
- Ilustrație de carte la ediția bilingvă “Poezie bucovineană” editată de Centrul Cultural Bucovina (2011) 
“Diploma de Onoare” a Uniunii Juriștilor din România (1998)
Membru al Asociației Culturale româno-franceze “Pentru artă și latinitate” (2000) 
Membru al Asociației culturale româno-franceze “Nova Bucovina” (2003) 
Membru al Asociației culturale franceze “Printemps roumain” (2007) 
Membru al “Tonitza Art Grup”, Universitatea Ștefan cel Mare, Suceava (2006)
Colaborator al Casei de cultură belgo-române din Bruxelles” (2007) 
Co-organizator, alături de Ion Drăgușanul, al “Clubului umoriștilor din Bucovina” (2005) și al “Societății artiștilor și amicilor artelor plastice din Bucovina” (2009) 
Director artistic al Asociației “Alianța Pro Bucovina”,  Rădăuți (2010)
Membru al asociației de artiști plastici “A.A.A.53” din Laval, Franța (2016) 
“Cetățean de Onoare” al orașelor Petrila (1994) și Gura Humorului (1999) și al municipiilor Urziceni (2000) și Suceava (2004)
Consultant artistic la Centrul Cultural “Bucovina” 
Profesor de grafică la Școala populară de arte “Ion Irimescu”,  Suceava  
Profesor al „Popa’S Art Academy”; -Realizator tv “Intermedia” Suceava; -Realizator emisiuni la Radio Regional Activ F.M.Iași 
Președinte “Academia PIM” 
Colaborator permanent al fundațiilor “PRO FAMILIA” și “Ideea Ecologistă Europeană” 
Voluntar al organizației „Salvați copiii!” și al Asociației „Institutul Bucovina”.
e-mail: mihaipanzarupim@gmail.com;
Blog <PIM-knight of cartoon>
```
Referințe artistice:
```

«Un secol de arte frumoase în Bucovina” de Valentin Ciucă-2006;
”Dicționarul ilustrat al artelor frumoase din Moldova(1800-2010) de Valentin Ciucă-2011;

## Distincții
- Ordinul național „Pentru Merit” în grad de Cavaler (1 decembrie 2000) „pentru realizări artistice remarcabile și pentru promovarea culturii, de Ziua Națională a României”[1]
- Brevet de “Luptător pentru victoria Revoluției Române din Decembrie 1989”, acordat de Președintele României (2001)
- Distincția “Meritul Bucovinei” acordată de Consiliul Județean Suceava (2018)
- “Cetățean al Centenarului”, distincție acordată de Primăria Municipiului Suceava (2018)
- Brevet al Ordinului Național Pentru Merit Artistic, în rang de Ofițer cu Cruce de aur, acordat de Președintele României ( 2021)